# 孟广禄
孟广禄（1962年11月？或1963年—），男，天津人，中国京剧表演艺术家，一级演员，演花脸，中国共产党党员，第十届全国政协委员，中共十七大代表。中国戏剧家协会理事。享受国务院特殊政府津贴。

## 生平
生于天津市河东区。幼入中国戏曲学校。1981年入天津市戏曲学校进修班，1984年成为天津市青年京剧团演员。1987年拜钳韵宏为师，并被方荣翔收为入室弟子。
2008年，当选第十一届全国政协委员，代表文化艺术界，分入第二十七组。2018年1月，当选第十三届全国政协委员。

## 演出剧目
《大保国、探皇陵、二进宫》、《连环套》、《铡美案》、《姚期》、《牧虎关》、《赤桑镇》、《锁五龙》、《探阴山》、《打龙袍》、《曹操父子》等。

## 奖项和荣誉

### 奖项
- 全国中青年京剧演员电视大奖赛最佳演员奖
- 梅兰芳金奖
- 文华表演奖
- 中国京剧之星
- 2000年全国优秀青年演员评比展演荣誉奖[4]
- 中国戏剧梅花奖“二度梅”

### 荣誉
- 全国文化系统劳动模范
- 全国五一劳动奖章获得者
- 第二届全国中青年德艺双馨文艺工作者

## 外部連結
- 孟广禄的微博_微博
- 京剧·孟广禄在线收听__戏曲-喜马拉雅FM（页面存档备份，存于）